# Chauvinois
Le Chauvinois  est une région naturelle de France située dans la région Nouvelle-Aquitaine, au centre-est du département de la Vienne. Il se situe au cœur de l'ancienne province du Poitou et doit son nom à la ville de Chauvigny.

## Géographie

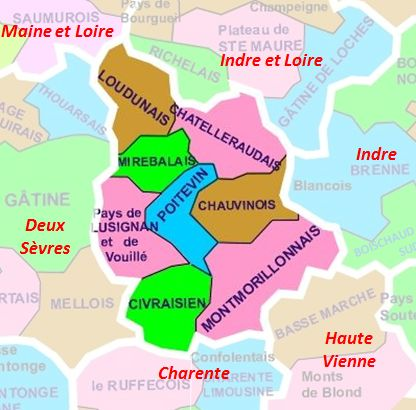
Les régions naturelles du département de la Vienne

Le pays traditionnel du Chauvinois est situé au centre-est du département de la Vienne. Il est entouré par les régions naturelles suivantes :
- Au nord par le Châtelleraudais.
- A l’est par le Blancois.
- Au sud-est par le Montmorillonnais.
- A l’ouest par le Poitevin.

## Gastronomie
La soupe à l'oseille et la soupe au giraumon sont deux entrées typiques de la région. Le chevreau à l'ail vert ou le boudin noir du Poitou sont deux plats réputés.
Les desserts les plus connus sont la dame blanche du Poitou, coupe glacée à la vanille, le briffaut sorte de crêpe rustique, le broyé du Poitou (galette au beurre) et le cassemuseau, biscuit croquant au fromage blanc.